# Pavement Management System
Der Begriff Pavement Management System (kurz PMS) beschreibt eine Datenbank, die zur systematischen Erfassung aller für die Straßenerhaltung notwendigen Informationen eines Straßennetzes genutzt wird. Zu diesem Zweck werden die in der Örtlichkeit erfassten Zustandsmerkmale (Daten) in ein EDV-System übertragen und ausgewertet. Durch die vermutete/errechnete Entwicklung des Straßenzustands lassen sich Straßenerhaltungsmaßnahmen oder Erneuerungsmaßnahmen auswählen, bei gleichzeitiger Finanzbedarfsermittlung unter Berücksichtigung der ausgewählten oder durchgeführten Maßnahmen für einen festgelegten Zeitraum. Berücksichtigung findet auch der Anlagewert der vorhandenen Straßenbefestigung. Ziel dieses Systems ist es, die Straßenunterhaltung unter volks-, betriebswirtschaftlichen und technischen Aspekten zu optimieren und eine Entscheidungshilfe für weitere Maßnahmen zu bieten.
Pavement Management Systeme werden in Deutschland seit 1999 angewendet und kommen dort für die Unterhaltung von Bundes-, Land- und Kreisstraßen zur Anwendung. Der Einsatz auf kommunaler Ebene ist zwar momentan noch nicht weit verbreitet, es wird aber vor allem von vielen Kommunen im Rahmen der Einführung des Doppik-Systems angestrebt, auch Städte mit kameralistischer Haushaltsführung (wie z. B. Berlin) haben entsprechende Systeme in Entwicklung.